# حصار قلعة تكساس

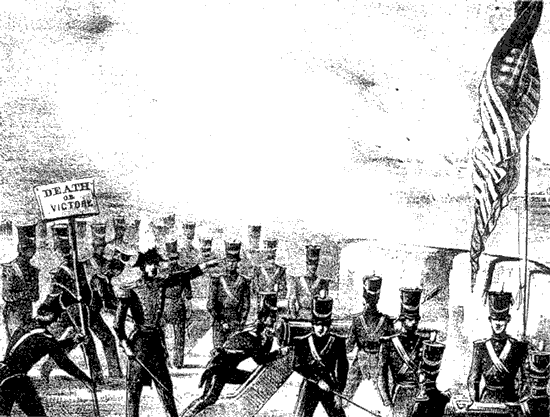
جنود أمريكيون في سطح القلعة الحصينة

حصار قلعة تكساس (بالإنجليزية: Siege of Fort Texas)‏ (بالإسبانية: Sitio de la Fortaleza Texas)‏ ، هي أول الحروب وقعت بين القوات الأمريكية المتحصنة داخل القلعة في ولاية تكساس الأمريكية وبين القوات الغازية المكسيكية من تاريخ 3 إلى 6 مايو سنة 1846م ، ورغم مقتل قائد القلعة الحصينة جاكوب براون ، فإن المؤرخين الأمريكيين يعتبرون أن الجيش الأمريكي انتصر المعركة وانسحب القوات المكسيكية من بوابة الغربية من القلعة.

## الخسائر
قتل 2 من الجنود الأمريكيين وأصيب 10 آخرين ، بينما قتل جنديان مكسيكيان وأصيبا 2 آخرين.